# جورج فوستر
جورج فوستر (بالإنجليزية: George Foster)‏ (26 سبتمبر 1956 ببليموث في المملكة المتحدة - ) هو مدرب كرة قدم ولاعب كرة قدم بريطاني في مركز الدفاع. لعب مع ديربي كاونتي ونادي إكزتر سيتي ونادي بليموث أرجايل ونادي توركي يونايتد ونادي مانسفيلد تاون ونادي تلفورد يونايتد.

## وصلات خارجية
- جورج فوستر على موقع قاعدة بيانات كرة القدم.إي يو (الإنجليزية)